# 452 Hamiltonia
452 Hamiltonia è un asteroide della fascia principale. Scoperto nel 1899, presenta un'orbita caratterizzata da un semiasse maggiore pari a 2,8466406 UA e da un'eccentricità di 0,0097106, inclinata di 3,22715° rispetto all'eclittica.
Stanti i suoi parametri orbitali, è considerato un membro della famiglia Coronide di asteroidi.
L'asteroide è dedicato al monte Hamilton in California, sulle cui cime è posto l'osservatorio presso cui è avvenuta la scoperta.